# توم كافاناه
توم كافاناه (بالإنجليزية: Tom Cavanagh)‏ هو لاعب هوكي جليد أمريكي، ولد في 24 مارس 1982 في وارويك في الولايات المتحدة، وتوفي في 6 يناير 2011 في بروفيدنس في الولايات المتحدة بسبب سقوط.

## وصلات خارجية
- توم كافاناه على موقع دوري الهوكي الوطني (الإنجليزية)
- توم كافاناه على موقع قاعة مشاهير الهوكي (لاعب أن.إتش.أل) (الإنجليزية)
- توم كافاناه على موقع EliteProspects.com (الإنجليزية)
- توم كافاناه على موقع HockeyDB.com (الإنجليزية)
- توم كافاناه على موقع Hockey-Reference.com (الإنجليزية)